# Zvonko Fazarinc
Zvonko Fazarinc, slovenski elektrotehnik in računalnikar, * 17. januar 1928, Medlog, † 9. januar 2023, Kalifornija, Združene države Amerike.
Deloval je kot vodja Laboratorija za elektronske instrumente pri ameriški korporaciji Hewlett-Packard, za katero je razvil več inovacij, in predavatelj na Univerzi Stanford. Aktivno je vzdrževal tudi stike s slovensko raziskovalno skupnostjo, za kar je prejel naziv ambasador Republike Slovenije v znanosti.

## Življenje in delo
Rodil se je v znani celjski družini v Medlogu pri Celju. V Celju je obiskoval osnovno in srednjo šolo, v tem času se je navdušil nad elektrotehniko, zato je po maturi leta 1946 vpisal študij na ljubljanski Elektrotehniški fakulteti. Med študijem si je ustvaril družino – z ženo Drago sta imela sina in hčer – ter se zaposlil na Inštitutu za elektrozveze. Tam je napravil vtis, zato so mu po diplomi leta 1953 ponudili položaj predavatelja na fakulteti, vendar bi moral prej doktorirati.
Namesto nadaljevanja študija v Ljubljani se je odločil za selitev v Združene države Amerike, kjer je bil leta 1960 sprejet v podiplomski program Univerze Stanford v Kaliforniji. Tja mu je kmalu po selitvi sledila tudi družina. V štirih letih je zaključil študij in se zaposlil v razvojnih laboratorijih podjetja Hewlett-Packard, kjer je kmalu prevzel vodenje projektov, tako je denimo leta 1976 vodil ekipo, ki je preskušala prototip globalnega sistema pozicioniranja (GPS). Leta 1978 je postal direktor novega HP-jevega Laboratorija za elektronske instrumente.
Vzporedno je predaval o polprevodniški tehniki na Stanfordu, leta 1985 pa je postal tudi predstojnik novega Centra za integrirane sisteme. Pomembno področje njegovega delovanja je bil razvoj simulatorjev za učenje naravoslovja, v ta namen je leta 1988 ustanovil skupino Conceptual Learning of Science (CoLoS) pod pokroviteljstvom HP-ja. V tem času je prevzel položaj znanstvenega sodelavca podpredsednika HP za Evropo v Ženevi in dve leti predaval o vključevanju računalnikov v poučevanje ter drugih HP-jevih inovacijah po evropskih univerzah. Med drugim je CoLoS podprl tovrstne projekte na Fakulteti za računalništvo in informatiko v Ljubljani in Fakulteti za elektrotehniko, računalništvo in informatiko v Mariboru.
Tudi sicer je Fazarinc vzdrževal aktivne stike z raziskovalci v domovini, tako je na svojem domu v kraju Portola Valley blizu San Francisca redno gostil nadarjene dijake, ki jim je omogočal počitniško prakso, in uveljavljene raziskovalce. Aktiven je ostal skoraj do smrti v 95. letu starosti.

## Priznanja
Za zasluge pri vzdrževanju stikov z raziskovalno skupnostjo v domovini je leta 1994 prejel naziv ambasadorja Republike Slovenije v znanosti. Inženirska akademija Slovenije ga je leta 2021 imenovala za častnega člana.